# Siphocampylus sandemanii
Siphocampylus sandemanii är en klockväxtart som beskrevs av Franz Elfried Wimmer. Siphocampylus sandemanii ingår i släktet Siphocampylus och familjen klockväxter.
Artens utbredningsområde är Colombia. Inga underarter finns listade i Catalogue of Life.